# Psammisia micrantha
Psammisia micrantha är en ljungväxtart som först beskrevs av A.C. Smith, och fick sitt nu gällande namn av J.L. Luteyn. Psammisia micrantha ingår i släktet Psammisia och familjen ljungväxter. Inga underarter finns listade i Catalogue of Life.